# 藍松雞屬
藍松雞屬是鸡形目松雞亞科以下的一個屬，包括兩個關係非常密切，過往曾以為是同一種的物種，分別為：較淺色的蓝镰翅鸡（Dendragapus obscurus）及較深色的乌镰翅鸡（Dendragapus fuliginosus）。這兩個種過往都被稱為「藍松雞」或「蓝镰翅鸡」。此外，枞树鸡及西伯利亞松雞過往亦曾被劃進藍松雞屬。

## 描述
藍松雞屬的兩個品種在松雞當中都屬於大個頭，棲息於北太平洋兩岸的北美洲及歐亞大陸高原地區。Sooty Grouse可於太平洋海岸山脈及美國內華達山脈發現，而Dusky Grouse則棲息於洛磯山脈。 

## 化石
Dendragapus gilli是一種於美國西部及中西部發現的晚更新世化石品種；亦有另外一種於俄勒岡州萊克縣化石湖發現的品種，過往曾被劃分為Palaeotetrix屬，現時都是藍松雞屬的一員。